# I l'amor va arribar
I l'amor va arribar (títol original: Love Walked In) és una coproducció cinematogràfica de l'Argentina i els Estats Units del 1997 filmada en color i dirigida per Juan José Campanella sobre el seu propi guió, escrit en col·laboració amb Lynn Geller i Larry Golin a partir de la novel·la homònima de José Pablo Feinmann. S'ha doblat al català.

## Argument
Un alcohòlic que es guanya la vida com a escriptor i com a pianista en un cabaret on canta la seva esposa planeja una extorsió que inclou empènyer-la a ella als braços d'un milionari per treure'n unes fotos incriminatòries.

## Repartiment
- Denis Leary: Jack Hannaway
- Aitana Sánchez Gijón: Vicky Rivas
- Terence Stamp: Fred Moore
- Michael Badalucco: Eddie Bianco
- Gene Canfield: Joey
- Marj Dusay: Sra. Moore
- Moira Kelly: Vera
- Danny Nucci: Primo Matt
- Neal Huff: Howard
- J. K. Simmons: Sr. Shulman
- Justin Lazard: Lenny
- Rocco Sisto: Ilm Zamsky
- Jimmy McQuaid: Howard (de jove)
- Murphy Guyer: cap de Howard
- Paul Eagle: propietari
- Fiddle Viracola: tia Ethel
- Gregory Scanlon: cambrer
- Gary DeWitt Marshall: cantiner
- D. C. Benny: actor còmic
- Patrick Boll: porter

## Producció
Els directors Adolfo Aristarain i Néstor Lescovich s'havien interessat prèviament a filmar la novel·la de Feimann, però no ho van arribar a concretar. Quan Campanella va començar amb el projecte, Madonna es va interessar per la protagonista femenina, però després va desistir, per la qual cosa el paper es va reescriure. El metratge es va haver d'escurçar per imposició de la distribuïdora de la divisió de televisió de Columbia Pictures. Va ser el primer llargmetratge de Campanella que el públic i la crítica de l'Argentina van rebre amb fredor.

## Citacions
| « | «La lletra hi és, però hi falta alguna cosa –digueu-ne àngel, màgia o tensió narrativa– que pot fer d'un bon guió una bona pel·lícula.» | » |

| « | «La direcció de Campanella és acurada i imaginativa, i exhibeix un sentit comú i una concepció visual que no es veuen gaire sovint en el cinema. A favor seu cal dir que, més enllà dels actors, aquesta producció no és gaire més costosa que d'altres que s'han fet aquí recentment.» | » |

| « | «Els diversos triangles canvien de vèrtex…, encara que el final pot resultar una mica confús sobre els desenllaços monetaris. Queda bastant clar que les coses no van sortir com s'havien planificat.» | » |